# Saint-Sylvestre-Pragoulin
Saint-Sylvestre-Pragoulin è un comune francese di 1 112 abitanti situato nel dipartimento del Puy-de-Dôme nella regione dell'Alvernia-Rodano-Alpi.

## Società

### Evoluzione demografica
Abitanti censiti